# Helikon (musikinstrument)

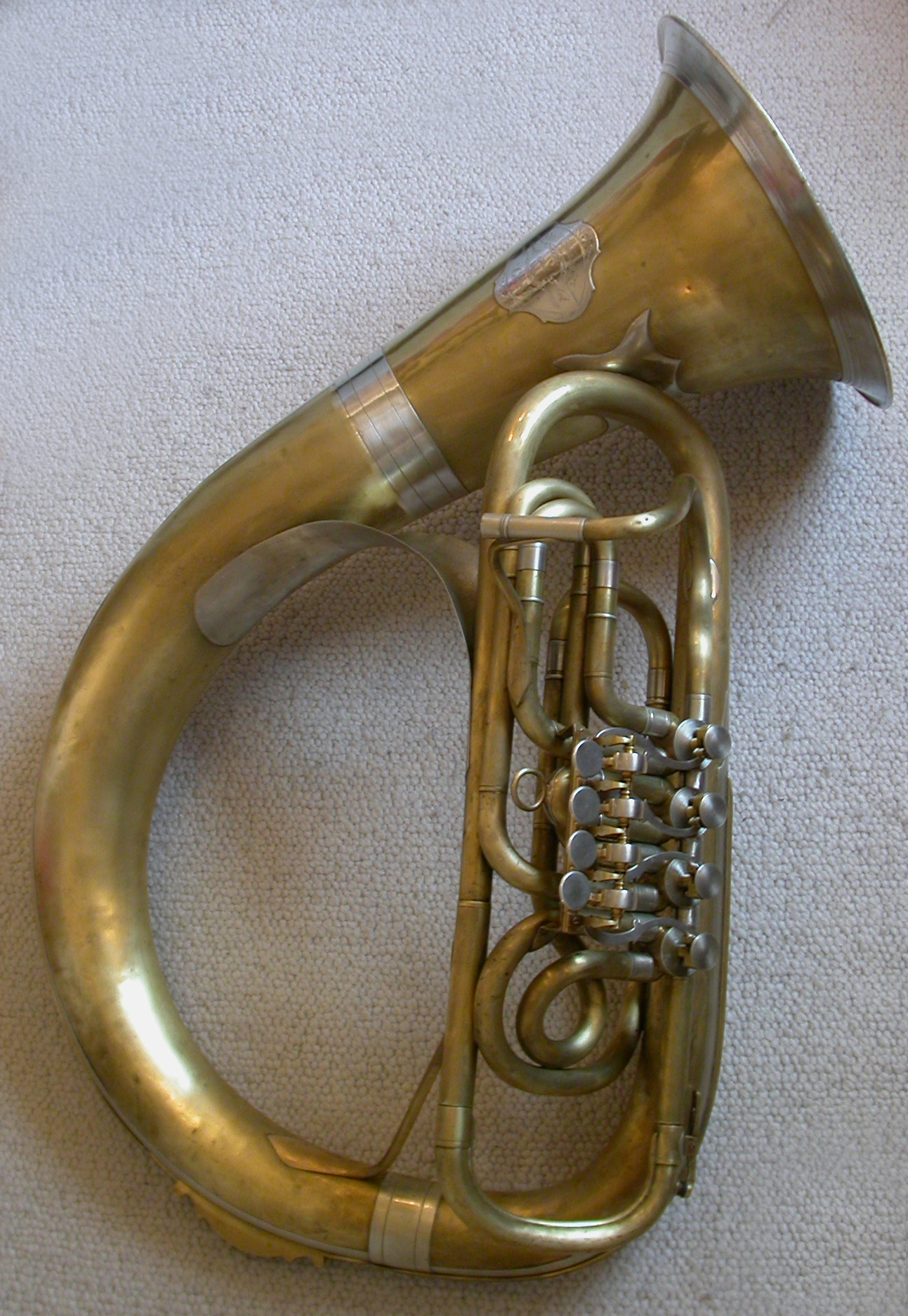
Helikon

Ett helikon (betoning på första stavelsen) är ett bleckblåsinstrument byggt i cirkelform, avsett att bäras över axeln vid spel och på så sätt bli mer portabelt vid spel stående, gående eller ridande. Då cirkelformen samtidigt gör instrumentet mer klumpigt vid transport och förvaring så är helikon mest förekommande i musikkårer och andra ensembler som spelar under nämnda förhållanden, exempelvis inom militärmusiken.
Ur helikonet utvecklades senare sousafonen.
Den vanligaste varianten är bashelikonet som förutom cirkelformen är identisk med bastuban, och därför har samma speltekniska och klangliga egenskaper som denna.
Likt bastuban förekommer helikon i stämningarna F, Ess och Bb.
En mindre vanlig variant är tenorhelikonet, som beroende på mensurens grovlek är en cirkelformad variant av, i minskad grovleksordning, eufoniet, tenorhornet eller ventilbasunen, med respektive instruments klangfärg.
Stämning i Bb, i sällsynta fall i C.
Även althelikon, ett cirkelbyggt althorn i Ess eller möjligen F har förekommit, men är sällsynt.